# Окої (Флорида)
Окої (англ. Ocoee) — місто (англ. city) в США, в окрузі Орандж штату Флорида. Населення — 47 295 осіб (2020).

## Географія
Окої розташоване за координатами 28°34′43″ пн. ш. 81°32′3″ зх. д. / 28.57861° пн. ш. 81.53417° зх. д. (28.578576, -81.534116).  За даними Бюро перепису населення США в 2010 році місто мало площу 40,59 км², з яких 38,10 км² — суходіл та 2,49 км² — водойми.

## Демографія
Згідно з переписом 2010 року, у місті мешкало 35 579 осіб у 11 792 домогосподарствах у складі 9229 родин. Густота населення становила 877 осіб/км².  Було 12802 помешкання (315/км²).
Расовий склад населення:
| - 66,8 % — білих - 17,5 % — чорних або афроамериканців - 5,5 % — азіатів - 0,4 % — корінних американців - 0,1 % — вихідців з тихоокеанських островів - 6,3 % — осіб інших рас |

До двох чи більше рас належало 3,4 %. Частка іспаномовних становила 20,8 % від усіх жителів.
За віковим діапазоном населення розподілялося таким чином: 27,7 % — особи молодші 18 років, 63,6 % — особи у віці 18—64 років, 8,7 % — особи у віці 65 років та старші. Медіана віку мешканця становила 35,4 року. На 100 осіб жіночої статі у місті припадало 95,3 чоловіків;  на 100 жінок у віці від 18 років та старших — 93,3 чоловіків також старших 18 років.
Середній дохід на одне домашнє господарство  становив 76 156 доларів США (медіана — 61 319), а середній дохід на одну сім'ю — 80 669 доларів (медіана — 66 068). Медіана доходів становила 41 650 доларів для чоловіків та 40 383 долари для жінок. За межею бідності перебувало 11,7 % осіб, у тому числі 17,3 % дітей у віці до 18 років та 7,0 % осіб у віці 65 років та старших.
Цивільне працевлаштоване населення становило 19 067 осіб. Основні галузі зайнятості: мистецтво, розваги та відпочинок — 19,6 %, освіта, охорона здоров'я та соціальна допомога — 19,0 %, науковці, спеціалісти, менеджери — 12,7 %, роздрібна торгівля — 11,6 %.